# Bouza (Beariz)
A Bouza es un lugar de la parroquia de Santa María de Beariz, en el ayuntamiento de Beariz, en la provincia de Orense. En el año 2019 tenía 75 habitantes, 33 hombres y 42 mujeres; lo que supone una disminución en el número de efectivos.

## Lugares de Beariz
- Alvite
- Beariz
- A Bouza
- Garfián
- Magros
- Muradás

## Parroquias de Beariz
- Santa María de Beariz
- Santa Cruz de Lebozán
- San Salvador de Girazga

- Datos: Q20544333